# Гірнича промисловість Латвії
Гірнича промисловість Латвії

## Загальна характеристика
Гірнича промисловість країни обмежена видобутком торфу і будівельних матеріалів, включаючи глини, доломіт, гіпс, вапняк, скляні піски, будівельні піски і гравій. Частка гірничої промисловості у ВВП становить 0,2% (на 1998-99 рр.). В ній зайнято 4000 чол.
Найважливіші галузі гірн. промисловості — видобуток торфу і нерудних будівельних матеріалів. На території Латвії розробляється 85 родовищ торфу (пл. понад 100 га). Торф добувається в основному фрезерним способом.
Нерудні будівельні матеріали розробляються відкритим способом. Для виробництва цементу видобувають вапняки (родовища Сатіні-Сесілє, Кумас) і цементну глину (родовища Броцени, Ліберти). Видобувають керамзитові глини (родовища Аузани, Ніцгале і Куправа). Доломіт для виробництва щебеню видобувають на родовищах Біржі, Айвієксте, Калнціємс, Дарзціємс та ін.). Крім того, доломіт використовують для виготовлення облицювальних матеріалів. Пісок і гравій видобувають на багатьох кар'єрах (близько 20 великих і 100 дрібних).
Використовуючи стальний млин переробляють металічний скрап та імпортовану залізну руду і щомісячно одержують 38-42 тис.т металовиробів (Liepajas Metalurgs) [Mining Annual Review 2002].
Широко використовуються артезіанські води (понад 8 тис. артезіанських свердловин). Мінеральні води видобувають на курортах Балдонє (відомий з XV ст.), Кемері (1839) та ін. Води сульфідні та сульфато-кальцієві (мінералізація 6-8 мг/л), бромисті (до 120 мг/л), хлоридно-натрієві. Витрати свердловин 200 (Балдонє) — 600 (Кемері) м³/добу.

## Гірнича наука та освіта
Дослідження в галузі геології та гірничої справи в Латвії ведуться в Інституті морської геології та геофізики (1967) та дослідження та підготовка кадрів — в Латвійському університеті (1919).